# قائمة بمحطات توليد الطاقة في أنغولا
قائمة بمحطات توليد الطاقة في أنغولا .

## المحطات الغازية
| المحطة | السعة بالميجا واط | سنة الانتهاء | المصادر |
| ------ | ----------------- | ------------ | ------- |
| لواندا | 148               | 1979         | [ 1 ]   |

## المحطات الكهرومائية
| المحطة       | السعة بالميجا واط | سنة الانتهاء | النهر      | المصادر |
| ------------ | ----------------- | ------------ | ---------- | ------- |
| محطة كمبمبه  | 180               |              |            |         |
| محطة كاباندا | 520               | 1999         | نهر كوانزا | [ 2 ]   |
| محطة متلا    | 130               |              |            | [ 3 ]   |